# Ophiodes
Genre
Ophiodes est un genre de sauriens de la famille des Diploglossidae.

## Répartition
Les 6 espèces de ce genre se rencontrent en Amérique du Sud.

## Liste des espèces
Selon The Reptile Database (9 novembre 2017) :
- Ophiodes enso Entiauspe-Neto, Marques-Quintela, Regnet, Teixeira, Silveira & Loebmann, 2017
- Ophiodes fragilis (Raddi, 1826)
- Ophiodes intermedius Boulenger, 1894
- Ophiodes luciae Cacciali & Scott, 2015
- Ophiodes striatus (Spix, 1824)
- Ophiodes vertebralis Bocourt, 1881

## Publication originale
- Wagler, 1828 : Auszüge aus einem Systema Amphibiorum. Isis von Oken, vol. 21, p. 740-744 (texte intégral).